# براد فاست
براد فاست هو لاعب هوكي الجليد كندي، ولد في 21 فبراير 1980 في فورت سانت جون في كندا.

## وصلات خارجية
- براد فاست على موقع دوري الهوكي الوطني (الإنجليزية)
- براد فاست على موقع قاعة مشاهير الهوكي (لاعب أن.إتش.أل) (الإنجليزية)
- براد فاست على موقع EliteProspects.com (الإنجليزية)
- براد فاست على موقع HockeyDB.com (الإنجليزية)
- براد فاست على موقع Hockey-Reference.com (الإنجليزية)